# Constance Murphy
Constance Murphy (ur. 2 lutego 1904 w Baltimore, zm. 2 sierpnia 2013), amerykańska zakonnica anglikańska, autorka wspomnień i książek o tematyce religijnej.
Pochodzi z afroamerykańskiej rodziny wydawców lokalnej gazety w Baltimore. Po ukończeniu szkoły średniej podjęła studia pedagogiczne na University of Pennsylvania, uwieńczone dyplomem bakałarza w 1928. Nad wstąpieniem do zakonu zaczęła zastanawiać się pod wpływem przedstawienia pasyjnego, którego była świadkiem w 1930 w Oberammagau w Niemczech. W 1936 wstąpiła do anglikańskiego zakonu sióstr św. Jana Bożego (S.S.J.D.) w kanadyjskim Toronto. Od 1938 pracowała w szkole zakonnej Qu'Apelle Diocesan School w Regina (Saskatchewan). W ciągu kilkunastu lat pracy doszła do stanowiska przełożonej szkoły. W latach 1955–1972 kierowała domem zakonnym dla osób starszych przy konwencie w Toronto.
W wieku 73 lat w 1977 obroniła dyplom magistra na University of Michigan. Zajmowała się problemem gerontologii i duszpasterstwem osób w podeszłym wieku, była w gronie założycieli Kanadyjskiego Stowarzyszenia Gerontologicznego oraz Kanadyjskiego Instytutu Religii i Gerontologii. W 1998 opublikowała pamiętniki Other Little Ships, rok później, mimo podeszłego wieku, odbyła podróż do Ziemi Świętej. Jest autorką kilkunastu książek religijnych, m.in. modlitewników i zbiorów hymnów. Otrzymała wiele wyróżnień.
W lutym 2004 uroczyście obchodziła 100. urodziny. Jubileuszową mszę odprawiał anglikański arcybiskup Toronto Terence Finlay. Siostra Murphy otrzymała wówczas także godność w kapitule katedralnej św. Jamesa w Toronto.